# 西勢 (臺中市)
西勢，是臺灣臺中市大甲區的一個傳統地域名稱，位於該區北半葉西部偏北。相較於今日行政區，其範圍大致為建興里北部不含東側（靠近頭張聚落的一小塊地）。

## 歷史
台灣清治末期，西勢地區為一街庄，稱為「西勢庄」，隸屬於苗栗三堡。該庄西北臨台灣海峽，東北與頂後厝仔庄為鄰，東南邊為五里牌庄，西南邊為雙藔庄。
1901年（日明治三十四年）11月，全台廢縣廳改設二十廳，該庄隸屬於苗栗廳。1903年（明治三十六年）6月，該庄編入「五里牌區」，仍隸屬於苗栗廳。1909年（明治四十二年）10月，全台二十廳合併為十二廳，苗栗廳廢止，五里牌區改隸屬於臺中廳。1920年（大正九年），全台地方制度大改正，該庄改制為「西勢」大字，隸屬於臺中州大甲郡大甲庄。1933年，大甲庄升格為大甲街。
戰後大甲街改制為大甲鎮，隸屬於臺中縣，大字亦改制為里。1950年10月，中、彰、投分治，大甲鎮隸屬不變。2010年12月，隨著臺中縣、市合併為直轄臺中市，大甲鎮改制為大甲區。

## 聚落
本地區發展較早的聚落為西勢社（建興），在日治期初期的官方地圖上已有記載。

## 交通
省道台61線又稱「西部濱海快速公路」，是新北市八里至臺南市安南的快速公路，大致以北北東－南南西走向蜿蜒經過本地區中部，可快速前往台灣西部海岸各地。
區道中125線（如意路）舊稱中苗41線，是銅安厝至西勢的道路，其南側端點位於本地區西南部區道中3線路口。由此向北北東轉東北出境後，可前往頂後厝子、銅安厝、山柑西北部並止於台中市、苗栗縣邊界處。
區道中3線（臨江路）是西勢至日南的道路，大致以西北－東南走向經過本地區西南部。由該道路向西北可前往雙寮西北角並止於西勢海堤，向東南可前往五里牌、九張犁並止於台鐵日南車站前區道中5線路口。